# Мерзляк, Иван Дмитриевич
Иван Дмитриевич Мерзляк (1915—1943) — лейтенант Рабоче-крестьянской Красной Армии, участник Великой Отечественной войны, Герой Советского Союза (1943).

## Биография
Родился в 1915 году в селе Лозановка (ныне — Приморский район Запорожской области Украины). После окончания ремесленного училища работал токарем на одном из заводов в Мариуполе. В 1941 году был призван на службу в Рабоче-крестьянскую Красную Армию. В 1942 году он окончил Харьковское танковое училище. С июня того же года — на фронтах Великой Отечественной войны.
К марту 1943 года лейтенант Иван Мерзляк командовал 322-м танковым батальоном 115-й танковой бригады 6-й армии Юго-Западного фронта. Отличился во время Среднедонской операции. В тех боях батальон под командованием Мерзляка нанёс противнику огромные потери в боевой техники и живой силе, а также взял в плен более 400 солдат и офицеров противника. 9 марта 1943 года батальон Мерзляка освободил село Ветровка Балаклейского района Харьковской области Украинской ССР и удержал его, отразив несколько немецких контратак. В этом бою Мерзляк погиб. Похоронен в селе Петровка Купянского района Харьковской области Украины.
Указом Президиума Верховного Совета СССР «О присвоении звания Героя Советского Союза начальствующему и рядовому составу Красной Армии» от 19 июня 1943 года за «образцовое выполнение боевых заданий командования на фронте борьбы с немецкими захватчиками и проявленные при этом отвагу и геройство» был удостоен посмертно высокого звания Героя Советского Союза. Также был награждён орденом Ленина и двумя орденами Красной Звезды. Навечно зачислен в списки личного состава воинской части.